# 총유
총유(總有)는 법인이 아닌 사단(권리능력이 없는 사단)의 사원이 집합체로서 물건을 소유하는 형태이다. 목적물의 관리·처분 권능은 단체에 있고, 단체의 구성원은 목적물을 일정한 범위에서 각자 사용·수익할 수 있는 공동소유의 모습이다. 총유는 공유에서의 지분 개념이 없다.

## 법률 관계
1. 정관, 기타 규약에 정한 바가 없으면 민법의 규정에 의한다.
2. 총유물의 관리, 처분: 사원총회의 결의에 의한다.
3. 총유물의 사용, 수익: 정관 기타의 규약에 따라 각 사원이 할 수 있다.
4. 총유물에 대한 사원의 권리, 의무는 사원의 지위를 취득, 상실함으로써 당연히 취득 상실된다.

## 판례
- 총유물의 관리 및 처분에 관하여는 정관이나 규약에 정한 바가 있으면 이에 따라야 하고 그에 관한 정관이나 규약이 없으면 사원총회의 결의에 의하여 하는 것이므로 정관이나 규약에 정함이 없는 이상 사원총회의 결의를 거치지 않은 총유물의 관리 및 처분행위는 무효라고 할 것이나 총유물의 관리 및 처분행위라 함은 총유물 그 자체에 관한 법률적, 사실적 처분행위와 이용, 개량행위를 말하는 것으로서 재건축조합이 재건축사업의 시행을 위하여 설계용역계약을 체결하는 것은 단순한 채무부담행위에 불과하여 총유물 그 자체에 대한 관리 및 처분행위라고 볼 수 없다[2].
- 민법 제276조 제1항은 "총유물의 관리 및 처분은 사원총회의 결의에 의한다.", 같은 조 제2항은 "각 사원은 정관 기타의 규약에 좇아 총유물을 사용·수익할 수 있다."라고 규정하고 있을 뿐 공유나 합유의 경우처럼 보존행위는 그 구성원 각자가 할 수 있다는 민법 제265조 단서 또는 제272조 단서와 같은 규정을 두고 있지 아니한바, 이는 법인 아닌 사단의 소유형태인 총유가 공유나 합유에 비하여 단체성이 강하고 구성원 개인들의 총유재산에 대한 지분권이 인정되지 아니하는 데에서 나온 당연한 귀결이라고 할 것이므로 총유재산에 관한 소송은 법인 아닌 사단이 그 명의로 사원총회의 결의를 거쳐 하거나 또는 그 구성원 전원이 당사자가 되어 필수적 공동소송의 형태로 할 수 있을 뿐 그 사단의 구성원은 설령 그가 사단의 대표자라거나 사원총회의 결의를 거쳤다 하더라도 그 소송의 당사자가 될 수 없고, 이러한 법리는 총유재산의 보존행위로서 소를 제기하는 경우에도 마찬가지라 할 것이다[3]
- 총유물의 관리 및 처분이라 함은 총유물 그 자체에 관한 이용, 개량행위나 법률적, 사실적 처분행위를 의미하는 것이므로 비법인사단이 타인 간의 금전채무를 보증하는 행위는 총유물 그 자체의 관리, 처분이 따르지 아니하는 단순한 채무부담행위에 불과하여 이를 총유물의 관리, 처분행위라고 볼 수는 없다[4].
- 주택건설촉진법에 의하여 설립된 재건축조합은 민법상의 비법인사단에 해당하고, 총유물의 관리 및 처분에 관하여는 정관이나 규약에 정한 바가 있으면 이에 따라야 하고, 그에 관한 정관이나 규약이 없으면 사원 총회의 결의에 의하여 하는 것이므로 정관이나 규약에 정함이 없는 이상 사원총회의 결의를 거치지 않은 총유물의 관리 및 처분행위는 무효라고 할 것이나, 총유물의 관리 및 처분행위라 함은 총유물 그 자체에 관한 법률적·사실적 처분행위와 이용, 개량행위를 말하는 것으로서 재건축조합이 재건축사업의 시행을 위하여 설계용역계약을 체결하는 것은 단순한 채무부담행위에 불과하여 총유물 그 자체에 대한 관리 및 처분행위라고 볼 수 없다[5].

### 총유재산에 관한 소송
총유재산에 관한 소송은 (1) 법인 아닌 사단이 그 명의로 사원총회의 결의를 거쳐 하거나 또는 (2) 그 구성원 전원이 당사자가 되어 필수적 공동소송의 형태로 할 수 있을 뿐 (3) 그 사단의 구성원은 설령 그가 사단의 대표자라거나 사원총희의 결의를 거쳤다 하더라도 그 소송의 당사자가 될 수 없다

## 같이 보기
- 공유
- 합유
- 대한민국 민법 제276조